# Agnieszka Domańska (ekonomista)
Agnieszka Domańska (ur. 21 lutego 1976) – polska ekonomistka, doktor habilitowany nauk ekonomicznych, profesor Szkoły Głównej Handlowej w Warszawie, pracownik Instytutu Studiów Międzynarodowych Kolegium Społeczno-Ekonomicznego SGH, prezes Polish Chapter PRME.

## Życiorys
Absolwentka dwóch kierunków Szkoły Głównej Handlowej w Warszawie: Zarządzanie i Marketing (rok 2000) oraz Międzynarodowe Stosunki Polityczne i Gospodarcze (rok 2001). Ukończyła również Podyplomowe Zaoczne Studium Dziennikarstwa na Wydziale Dziennikarstwa i Nauk Politycznych Uniwersytetu Warszawskiego (rok 2000) oraz studia doktoranckie w Instytucie Nauk Ekonomicznych Polskiej Akademii Nauk (2001). W 2005 r. obroniła pracę doktorską napisaną pod kierunkiem prof. Włodzimierza Januszkiewicza w Instytucie Polityki Handlu Zagranicznego i Studiów Europejskich SGH pt. Wpływ infrastruktury transportu drogowego na rozwój regionalny (opublikowana przez PWN, ISBN 83-01-14774-1).
W latach 2000–2001 była asystentem w Katedrze Inwestycji i Nieruchomości w SGH w Warszawie i sekretarzem Podyplomowego Studium Zarządzania Nieruchomościami przy tej Katedrze. W latach 2000–2007 pracowała na stanowiskach Asystenta w Katedrze Ekonomii i Polityki Gospodarczej w Wyższej Szkole Handlu i Finansów Międzynarodowych w Warszawie, była też kierownikiem Biura Współpracy z Zagranicą Wyższej Szkoły Handlu i Finansów Międzynarodowych im. Fryderyka Skarbka w Warszawie. Od 2005 r. pracuje na stanowisku adiunkta (obecnie profesora nadzwyczajnego) w Instytucie Studiów Międzynarodowych w Szkole Głównej Handlowej w Warszawie (Kolegium Ekonomiczno-Społeczne). Organizuje coroczne wydarzenie „Dzień NGOs w SGH” (Dzień organizacji pozarządowych w SGH).
Od wielu lat związana jest z SGH. Jest członkiem stałym towarzystw naukowych w Polsce i za granicą, m.in.: INFER, International Institute of Social and Economic Sciences, Polish European Studies Association (jest redaktorem tematycznym czasopisma PECSA Journal of European Affairs), IISES, Polskiego Towarzystwa Ekonomicznego (PTE, b. prezes Oddziału Warszawskiego PTE), jest członkiem Zarządu Krajowego oraz Rady Naukowej PTE. Od kilku lat kieruje polskim think-tankiem Instytut Staszica. Od 2020 r. jest prezesem zarządu polskiego oddziału Principles for Responsible Management Education – światowego forum odpowiedzialnego kształcenia menedżerów działającego pod egidą United Nations Global Compact.
Była stypendystką m.in. 7 Programu Ramowego UE (pobyty naukowo-dydaktyczne na uczelniach: Erasmus University Rotterdam, ZSEM Zagreb), Fundacji rządu Niemiec DAAD (projekt naukowy z Kiel Institute for the World Economy), stypendium kanadyjskiej fundacji Liddle-Dekaban Foundation oraz Soros Foundation (Central European University, Budapeszt), w ramach których realizowała projekty naukowe we współpracy z partnerami zagranicznymi (np. z Adam Smith Institute University of Glasgow w Szkocji). Odbywała wielokrotnie zagraniczne kursy, w m.in. Department of Social Science w Utrecht University (Holandia) oraz liczne staże naukowe.
W SGH prowadzi wykłady m.in. z makroekonomii, mikroekonomii, ekonomii międzynarodowej i Europejskiego Systemu Transportowego. Prowadziła autorskie wykłady jako profesor wizytujący na zagranicznych uczelniach, m.in.: Universidade Autónoma de Lisboa (Portugalia), Athens University of Economics and Business (Grecja), Uniwersytecie Ekonomicznym w Bratysławie, Wydziale Ekonomii Uniwersytetu w Coimbrze (FEUC; Portugalia), Vysoká škola ekonomická v Praze (Czechy), Ilia State University in Tbilisi (Gruzja), Amerykańskim Uniwersytecie w Kairze (Egipt), Tallin University of Technology (TalTech) i innych.
Jej zainteresowania naukowe koncentrują się wokół problematyki międzynarodowych stosunków gospodarczych, w tym: międzynarodowej synchronizacji cykli koniunkturalnych, transmisji szoków makroekonomicznych w skali regionalnej i globalnej, przenoszenia kryzysów, skutków międzynarodowych polityki gospodarczej, systemu transportowego UE, a także współpracy pomiędzy nauką z biznesem, zwłaszcza w odniesieniu do małych firm reprezentujących nowoczesne branże wysokich technologii (start-upy). Jest autorką ponad 60 prac naukowych z dziedziny ekonomii i zarządzania. Pisuje również felietony o tematyce ekonomicznej, m.in. na stronę Instytutu Staszica.